# Rey Misterio Sr.
Miguel Ángel López Díaz (Tijuana, Baja California, 8 de enero de 1958-Rosarito, Baja California, 20 de diciembre de 2024), conocido como Rey Misterio Sr., fue un luchador profesional y entrenador de lucha libre mexicano. Durante las décadas de los setenta y ochenta, se consagró como una de las principales estrellas y promotores de lucha libre en México.

## Carrera
Misterio comenzó a entrenar para ser boxeador; sin embargo, al desarrollar masa muscular, perdió parte de su condición física para dar golpes. Ante esto, sus entrenadores le sugirieron incursionar en la lucha libre, a raíz de lo cual su hermano comenzó a llevarlo a entrenamientos de dicho deporte. El 6 de enero de 1976, Misterio debutó como luchador en un evento llamado «Día de los Reyes».[cita requerida]
En 1990, compitió en el evento de pago Starrcade de World Championship Wrestling (WCW), donde hizo equipo con Konnan y participó en la «Pat O'Connor Memorial International Cup», representando a México. En la primera ronda, ambos derrotaron a Chris Adams y Norman Smiley, representantes del Reino Unido, pero en la segunda, perdieron contra The Steiner Brothers (Rick y Scott Steiner).[cita requerida]

### Como entrenador
En 1987, Misterio abrió un gimnasio con Negro Casas y Super Astro para entrenar a futuros prospectos de la lucha libre. Su primera clase de aprendices incluyó a luchadores como Konnan, Psicosis, Halloween, Damián 666, y su sobrino Rey Mysterio.[cita requerida] También fueron pupilos suyos luchadores como Cassandro, Hayabusa, Extassis, Tigre Uno, Fobia, Misterioso, Demus 3:16, Ruby Gardenia, The Warlord, y Venum Black.[cita requerida]

## Vida personal y muerte
Fue tío de los luchadores Rey Mysterio y Metalika, tío abuelo de Dominik Mysterio, y cuñado de Super Astro. Su hijo también es luchador, y se presenta como El Hijo de Rey Misterio.
En 2006, protagonizó la película de slasher El Mascarado Massacre, también conocida como Wrestlemaniac.
El 20 de diciembre de 2024, Misterio falleció en Rosarito (Baja California) a los 66 años de edad.